# Vsacký Cáb
Vsacký Cáb (też w skrócie: Cáb, dawn. Znakový Gruň; 841 m n.p.m.) - szczyt w Górach Wsetyńskich w Karpatach Zachodnich, we wschodnich Czechach, w regionie Wołoszczyzna Morawska.

## Położenie
Leży w zachodniej części pasma Gór Wsetyńskich, w południowej odnodze ich głównego grzbietu, oddzielającej się w szczycie Tanečnice i ograniczającej od południa dolinę potoku Bystřička, ok. 1,5 km na południowy zachód od szczytu Ptáčnice (830 m n.p.m.). uznawany jest za szczyt kończący właściwy główny grzbiet Gór Wsetyńskich.
Jest szczytem zwornikowym. W kierunku zachodnim odbiega od niego grzbiet, który następnie ponownie wielokrotnie się rozgałęziając opada na zachód ku dolinie Górnej (Wsetyńskiej) Beczwy między Vsetínem a Bystřičką i na północ ku dolnemu odcinkowi Bystřički (potoku). W kierunku południowym odchodzi od Cábu grzbiet, który rozdzielając się opada ku dolinie Górnej Beczwy na odcinku od Huslenek po Vsetín.
Zachodnie, południowe i wschodnie stoki szczytowej kopuły Cábu na wysokości 760–780 m n.p.m. obiega wąska, asfaltowa droga wiodąca z przełęczy Dušná (przysiółek wsi Růžďka) do hotelu górskiego Vsacký Cáb, znajdującego się w obniżeniu grzbietu między Cábem a Ptáčnicą.
Na wschodnich stokach góry, nad dolinką jednego z dopływów potoku Dinotice, na wysokości 620–770 m n.p.m. znajduje się rezerwat przyrody Kutaný.

## Turystyka
Na szczyt nie prowadzi żaden znakowany szlak turystyczny. Wspomnianą drogą jezdną wiodą czerwone znaki centralnego odcinka szlaku Via Czechia (tu na odcinku Vsetín – przełęcz Čarták), zaś u stóp kopuły szczytowej Cábu dochodzi do nich żółty szlak również z Vsetína, ale biegnący grzbietem ograniczającym od południa dolinę potoku Červenka.
Sam szczyt jest łatwo dostępny grzbietową dróżką z hotelu górskiego Vsacký Cáb. W przeszłości był goły, co było wynikiem dawnej intensywnej gospodarki pasterskiej i roztaczała się z niego dookolna panorama. Było to m.in. jednym z argumentów za budową pod Cábem w 1925 r. schroniska górskiego (dzisiejszy hotel górski Vsacký Cáb). Obecnie szczyt jest zalesiony i nie oferuje szerszych widoków.